# Unun
『Unun』（ウンウン）とは、かつて文化放送で2001年4月8日 - 2002年10月6日の毎週日曜夜 - 深夜の時間にライオンの1社提供でNRNネット基幹局にて全国ネットで放送されていた中高生・大学生向けのラジオ番組。キー局の文化放送ではプロ野球シーズン中、『文化放送ホームランナイター』終了直後の次番組復帰プログラムに選ばれていた。
その後、ライオンは日曜夜の若者向けラジオ番組の制作から撤退し、提供枠を土曜10時枠へ移し、対象リスナーを主婦・OL層向けに方針転換した新番組『ライオン レ・レ・レのレ』へチェンジした。

## 放送時間
文化放送と東海ラジオは21:30 - 22:00を基本枠に放送していた（「文化放送ホームランナイター」や「東海ラジオガッツナイター」の試合延長による時間繰り下げが多かった）。
大阪のネット局MBSラジオは23:30 - 24:00を基本枠に放送していた。ただし、「毎日放送ダイナミックナイター」の試合延長による時間繰り下げも度々あった。
それ以外の放送局はKBCラジオが23:30、RCCラジオは23:00、STVラジオは23:30、TBCラジオは23:00からそれぞれ30分放送していた。

## 出演者
- パーソナリティー - 寺島尚正
- アシスタント - はしのえみ

## ナイター対応
前記の通り文化放送ではこの番組を放送していた当時「文化放送ホームランナイター」の中継終了後の次番組復帰優先プログラムだったため、中継カードの試合展開や試合開始時刻によってはホームランナイターの中継終了時間になっても試合が終了せず、試合終了まで時間延長することが非常に多く、通常時23:00以降のレギュラー番組の文化放送での遅延や休止、ネット局用に裏送りを行うなどの対応が行われた。